# Ед Друз
Ед Друз, или Джебел Друз (на арабски: جبال النصيرية) е вулканичен планински масив в Южна Сирия и Северна Йордания. Максимална височина връх Ал Джейна 1803 m, издигащ се в централната му част. Изграден е предимно от базалти и е обкръжен от обширни лавови полета – Ал Леджа (на северозапад), Ес Сафа и Ал Кра (на североизток). По склоновете и по билото му има множество кратери действали по време на плиоцена. В западното му подножие е разположен град Ас–Суейда, център на едноименна провинция (мухафаза).